# Давідсон Вінсент
Давідсон Вінсент (5 вересня 2001) — гаїтянський плавець.
Учасник Олімпійських Ігор 2020 року, де на дистанції 100 метрів батерфляєм поділив 51-ше місце і не потрапив до півфіналів.